# 伯丁鎮區 (密蘇里州德克薩斯縣)
伯丁鎮區（英語：Burdine Township）是位於美國密蘇里州德克薩斯縣的一個行政鎮區。

## 地方資料
伯丁鎮區的面積為138.68平方千米，當中陸地面積為138.39平方千米，而水域面積為0.29平方千米。根據2020年美國人口普查的數據，當地共有人口3050人，而人口密度為每平方千米21.99人。